# اکسم آو چویس
اَکسِم آو چویس (به انگلیسی: Axiom of Choice، به معنی: اصل انتخاب) یک گروه موسیقی ایرانی بود که به تولید موسیقی ایرانی و تلفیقی می‌پرداخت. اعضای اصلی این گروه را رامین ترکیان به‌عنوان سرپرست، نوازنده گیتار ربع‌پرده و نوازنده دیوان و مامک خادم به‌عنوان خواننده و نوازنده دف تشکیل می‌دادند. دیگر اعضای اصلی گروه عبارت بودند از روبن هاراتونیان نوازنده دودوک، زرنا و کلارینت، آندره هاراتونیان نوازنده سازهای کوبه‌ای و دمیتریوس مالیس نوازنده گیتار. آلبوم نیایش این گروه در سال ۲۰۰۲ برنده جایزه سالانه NAV در بخش موسیقی ملل شد.
این گروه در آثارش از نوازندگان بسیاری استفاده می‌کرد که از جمله نوازندگان ایرانی می‌توان به همکاری پژمان حدادی نوازنده تمبک در آلبوم ورای انکار، همکاری مسعود شعاری نوازنده سه‌تار در آلبوم نیایش و همکاری سعید فرجپوری نوازنده کمانچه و شهاب فیاض نوازنده نی در آلبوم گشایش اشاره کرد.
فعالیت گروه اکسم آو چویس در حال حاضر متوقف شده‌است و نوازندگان این گروه به فعالیت‌های دیگر مشغول‌اند. رامین ترکیان به‌همراه همسرش اعظم علی در گروه موسیقی تلفیقی -ایرانی نیاز مشغول به فعالیت می‌باشد. مامک خادم نیز در حال حاضر به طور شخصی به فعالیت می‌پردازد و آلبوم جستجو را همراه با موسیقیدان ایرانی جمشید شریفی منتشر کرده‌است.

## آلبوم‌ها

جلد آلبوم گشایش

- ورای انکار (۱۹۹۴)
- نیایش (۲۰۰۰)
- گشایش (۲۰۰۲)
- جستجو (۲۰۱۱)